# Agrostis groenlandica
Agrostis groenlandica é uma espécie de gramínea do gênero Agrostis, pertencente à família Poaceae.